# Тарнов (Бардјејов)
Тарнов (слч. Tarnov) насељено је мјесто са административним статусом сеоске општине (слч. obec) у округу Бардјејов, у Прешовском крају, Словачка Република.

## Становништво
| Година:    | 1994. | 2004.   | 2014.   | 2024.   |
| ---------- | ----- | ------- | ------- | ------- |
| Број људи: | 371   | 378     | 379     | 415     |
| Разлика:   |       | +1,88 % | +0,26 % | +9,49 % |

| Година:    | 2023. | 2024.   |
| ---------- | ----- | ------- |
| Број људи: | 399   | 415     |
| Разлика:   |       | +4,01 % |

Према подацима о броју становника из 2024. године насеље је имало 415 становника.